# Носител за съхранение на данни
Носителят за съхранение на данни е физически носител на данни за бъдеща употреба. Носителят може да съхранява данни, процеси, свързани с обработката на данни или и двете. Понякога неправилно се използва медия след превод (от английски: media). Макар това определение да обхваща широк кръг носители (включително ДНК и РНК), на практика се употребява в по-тесния му смисъл на носители на данни, подходящи за машинна обработка, най-често с компютри.

## Терминология
Поради големите обеми от данни в изчислителната техника се ползват допълнителни устройства и/или системи с подвижни или несменяеми носители (на английски: mass storage), които включват лентови библиотеки, RAID системи, твърди дискове, магнитни лентови устройства, оптични дискови устройства, магнито-оптични дискови устройства, барабанни памети (исторически), флопи дискови устройства (исторически), перфолента (исторически) и холографска памет (експериментален). Тези носители на данни представляват компютърна памет от енергонезависим тип. Тук не се включва паметта от енергозависим тип (например паметта с произволен достъп RAM).
Представата за „големи“ обеми от данни, разбира се, силно зависи от времевата рамка и пазарния сегмент, тъй като капацитетът на различните устройства за съхранение на данни се е увеличил многократно от началото на развитие на компютърните технологии в края на 1940 и продължава да расте. По всяко време обаче, външните устройства за съхранение на данни са много по-големи и в същото време много по-бавни, отколкото вътрешната компютърна памет (на английски: primary storage).

## Видове
Исторически първи се появяват перфолентите и перфокартите, след това магнитните носители на информация с магнитни ленти. Данните се кодират и записват на магнитното покритие на лентата. В появилите се малко по-късно компютърни магнитни дискове и дискети записът на данни е аналогичен – върху магнитно покритие (тънък слой).
Според метода на запис носителите могат да бъдат с механичен запис, магнитен запис, оптичен запис и други.
Според кодирането на информацията и начина на достъп носителите могат да бъдат:
- аналогови или цифрови,
- с произволен или последователен[3] достъп,
- само за четене на данни, или за четене и запис (еднократен или многократен)[4].

Най-популярните носители с магнитен запис са:
- устройства с магнитна лента
- дискети (флопи дискове)
- магнитни дискове (твърди дискове)

И най-популярните оптични дискове:
- Laserdisc
- CD, CD-R, CD-RW,
- MiniDisc, CD-MO
- SACD (Super Audio CD)
- DVD, DVD-R, DVD-RW, DVD-RAM, DVD+R, DVD+RW
- HD DVD (High Definition DVD), HD DVD-R
- BD (Blu-ray Disc), BD-R, BD-RE
- HVD

Към 2015 магнитните дискове са преобладаващите носители за съхранение при персоналните компютри. Оптичните дискове продължават да се използват почти изключително в дистрибуцията на дребно на софтуер, музика и филми поради ниските разходи за производството на DVD и компакт дискове и почти универсалното наличие на оптични устройства в персоналните компютри и други потребителски уреди. Флаш-паметите (и по-специално NAND флаш) завоюват се по-нарастваща ниша като заместител на магнитните твърди дискове особено когато е необходима висока професионална ефективност на компютърните системи, защото нямат движещи се части (което ги прави по-здрави) и имат много по-ниска латентност. Този вид носители са популярни като преносима памет, например USB флаш, където доминира на пазара почти изцяло. Същият вид носители си пробиват път на преносими устройства като преносимите компютри и мобилните телефони, защото са с малки размери и тегло, по-добра устойчивост към физически натоварвания и ниска консумация на енергия.

## Характеристики
Главните характеристики на тези носители са:
- обем на записаната информация,
- скорост на пренасяне на данни,
- време на достъп до произволна част от данните,
- срок на съхранение,
- цена за единица съхранена информация.